# Comologno
Comologno est une localité du canton du Tessin à 26 km de Locarno en Suisse, à la frontière avec l'Italie.
Elle a été fusionnée dans la commune d'Onsernone.

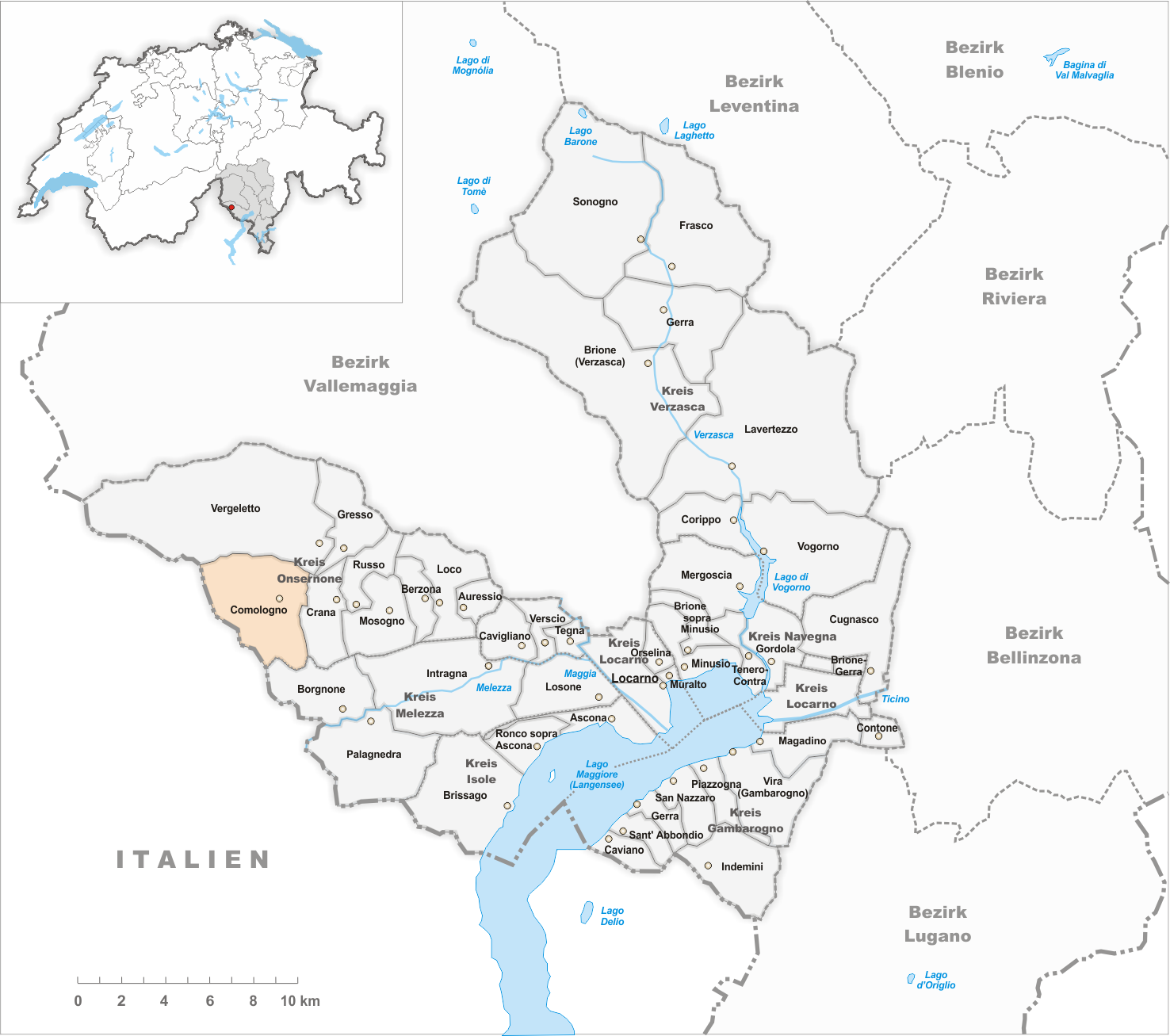
Comologno est en rose sur la carte.

## Lieux d'intérêt
- Église San Giovanni Battista (XVIIe siècle).

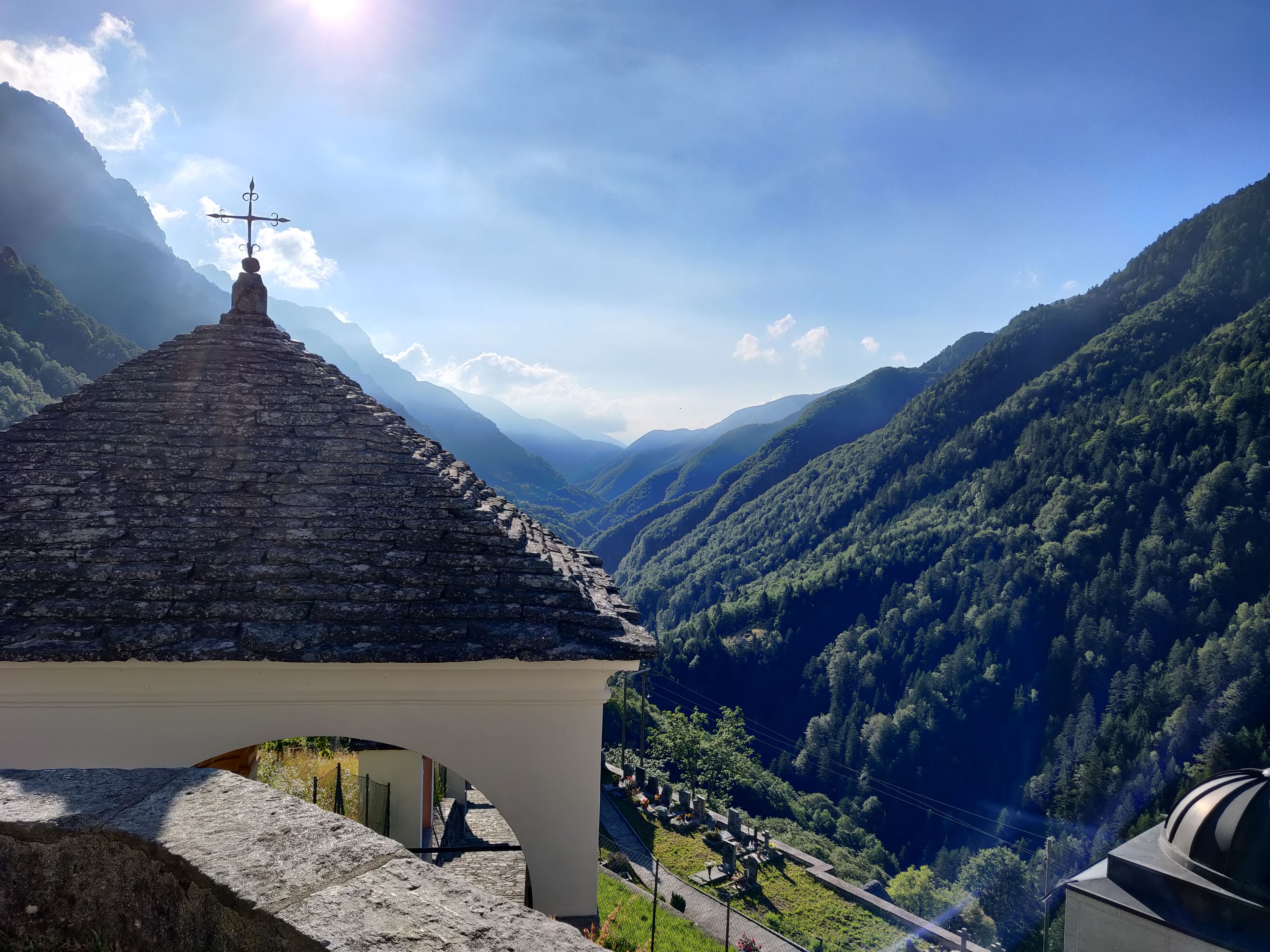
Vue depuis l'église San Giovanni Batista, Comologno, Val Onsernone.